# Núria Marín Martínez
Núria Marín Martínez (l'Hospitalet de Llobregat, 26 de desembre de 1963) és una política catalana. Entre 2019 i 2021 va ser la presidenta del Partit dels Socialistes de Catalunya (PSC) i des de desembre de 2021 n'és la seva vicepresidenta.
Alcaldessa de l'Hospitalet des del 19 d'abril de 2008 i fins al 15 de juny de 2024. Va arribar al càrrec quan l'alcalde anterior, Celestino Corbacho, va ser designat ministre de Treball i Immigració, i així es convertia en la primera dona que ocupava aquest càrrec a la ciutat. Es va presentar com a cap de llista del Partit dels Socialistes de Catalunya a les eleccions municipals espanyoles de 2011, 2015, 2019 i 2023, revalidant el seu càrrec a cada elecció. El 22 de maig de 2024 va anunciar que deixaria l'alcaldia el 15 de juny de 2024, a mans de David Quirós.
És casada i no té fills. És veïna del barri de la Torrassa.  Va estudiar a l'institut de Bell-vitge INB-3.Amb estudis equivalents a la diplomatura en Ciències Empresarials, va entrar a treballar com a funcionària a l'Ajuntament de l'Hospitalet l'any 1985 i es feu càrrec de la direcció del Mercat de Santa Eulàlia.

## Carrera política
Núria Marín és membre del PSC des de l'any 1981 i abans havia estat militant de la Joventut Socialista de Catalunya. És o ha sigut primera secretària de la Federació de l'Hospitalet del PSC i forma part del Consell Nacional del PSC.
El desembre de 2011 va entrar a formar part de la nova executiva del PSC arran del nomenament de Pere Navarro com a primer secretari del partit, ocupant la secretaria de Canvis socials, medi ambient i sostenibilitat.
Des de l'any 1995 és regidora de l'Ajuntament de l'Hospitalet. Del 1995 al 1999 es va fer càrrec de l'Àrea d'Hisenda i de la Regidoria de Collblanc-la Torrassa. L'any 1999 va ser nomenada primera tinenta d'alcalde i va assumir la responsabilitat de l'Àrea d'Economia i Hisenda. De 2007 a 2008 va ser la primera tinenta d'alcalde i responsable de l'Àrea de Planificació, Coordinació i Economia. A l'Ajuntament, també ha presidit les societats municipals l'Hospitalet 2010 i La Farga, SA.

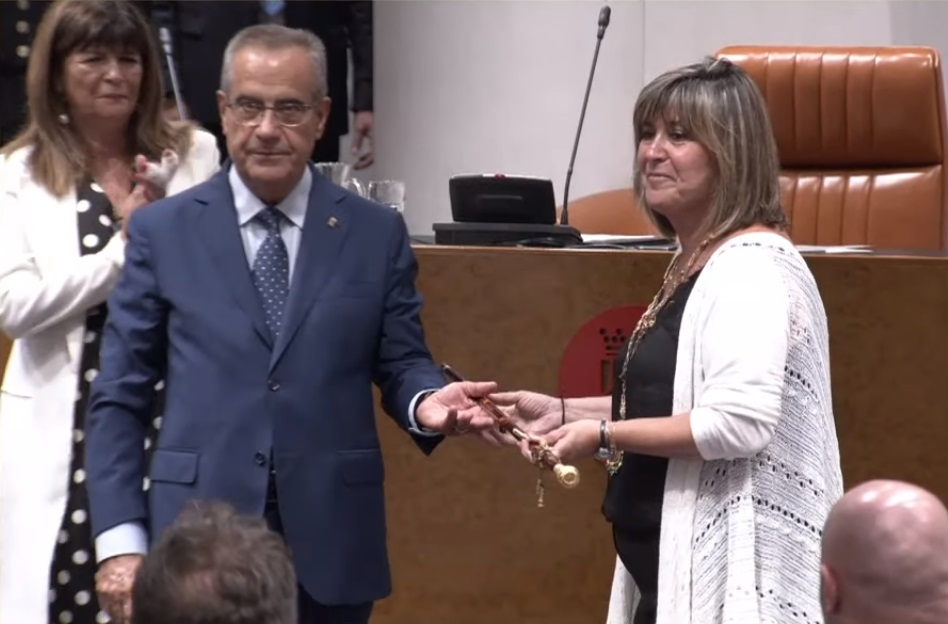
Marín pren possessió com a presidenta de la diputació l'11 de juliol de 2019.

Representa l'Ajuntament de l'Hospitalet a la Comissió de Noves Tecnologies i Societat de la Informació de la Federació Espanyola de Municipis i Províncies. És vicepresidenta de l'Àrea Metropolitana de Barcelona i de la Federació de Municipis de Catalunya. També és membre del Consell Rector del Consorci Sanitari Integral i vicepresidenta del BiopoL'H. Des de gener de 2011 presideix el Fòrum Espanyol per a la Prevenció i la Seguretat.
També forma part del Fòrum Espanyol per a la Prevenció i la Seguretat i forma part de la Junta de la Xarxa Espanyola de Ciutats Intel·ligents (RECI).
Entre novembre de 2017 i octubre de 2021 va ser Secretaria de Cohesió i Integració del Partit Socialista Obrer Espanyol (PSOE).
A les eleccions municipals de 2019 va obtenir la majoria absoluta amb un 43,95% dels vots, i revalidà el càrrec d'alcaldessa. L'11 de juliol de 2019 fou escollida nova presidenta de la Diputació de Barcelona per majoria simple, després d'un pacte entre PSC i Junts per Catalunya. En el catorzè congrés, celebrat el desembre de 2019, el partit va fer una aposta per aprofitar l'ensorrament de Ciutadans a les eleccions generals espanyoles de novembre de 2019 assumint part del seu discurs, nomenant Miquel Iceta com a primer secretari, Núria Marín rellevant Àngel Ros a la presidència i Eva Granados com a viceprimera secretària.
El 10 de desembre del 2020 va ser detinguda per corrupció en el marc del cas del Consell Esportiu, una suposada trama corrupta de desviament de fons públics, juntament amb dos regidors més del PSC i un de Junts. La jutgessa d'instrucció de l'Hospitalet de Llobregat que investiga la presumpta malversació de fons públics i l'apropiació indeguda al Consell Esportiu del municipi li imputa els delictes de malversació, prevaricació, apropiació indeguda i omissió del deure de perseguir delictes. Va ser posada en llibertat amb càrrecs en espera de declarar en seu judicial com a imputada. La investigació dels fets es va iniciar a partir de la denúncia de Jaume Graells, membre de l'equip del govern del PSC de l'Hospitalet, que posteriorment va dimitir del seu càrrec de regidor i també la seva militància al PSC.
El juliol de 2022 es va arxivar la causa contra Núria Marín pel cas del Consell Esportiu de l'Hospitalet, quan la jutgessa va concloure que no hi havia indicis que l'alcaldessa ocultés possibles irregularitats en les subvencions rebudes per l'ens municipal, tot i això la causa continua oberta per a una desena d'investigats més.
El 2023 va revalidar el càrrec a les eleccions municipals, però havent de governar en minoria. El XV congrés del PSC, celebrat a Barcelona el març de 2024 va ratificar amb un 98% de vots a favor l'executiva del partit encapçalada per Salvador Illa com a primer secretari, Miquel Iceta com a President i Núria Marín com a vicepresidenta.
El 22 de maig de 2024 va anunciar que deixarà l'alcaldia de l'Hospitalet en el següent ple i que el seu substitut seria David Quirós Brito, fet que es va produir el 15 de juny de 2024.